# Klaus Klostermaier
Klaus K. Klostermaier (né en 1933) est un éminent spécialiste sur l'Hindouisme et de l'histoire de l'inde,. 

## Biographie
Il obtient un doctorat en philosophie de l'Université Grégorienne à Rome en 1961, et l'autre dans "les études de l'histoire de l'Inde" de l'Université de Bombay, en 1969.
En 1998, il est élu Fellow de la Société royale du Canada,, et est chef du Service de la Religion à l'Université de Manitoba (Canada), de 1986 à 1997, et directeur d'un "Centre d'Études de l'Asie", 1990-1995. Un festschrift en son honneur est publiée en 2004. Il passe dix ans en Inde et fait des recherches sur des sources primaires dans différentes langues, notamment le Sanskrit, l'Hindi, le Pali, le Latin, le grec, l'allemand, l'italien et le français.

## Œuvres choisies
- Hinduism: A Beginner's Guide (2008),  (ISBN 978-1-85168-538-7).
- The Nature of Nature: Explorations in Science, Philosophy and Religion (2004);
- Hindu Writings: A Short Introduction to the Major Sources (2001);  (ISBN 978-1-85168-230-0).
- A Survey of Hinduism (3rd ed. 2007);  (ISBN 978-0-7914-7082-4).
- Hinduism: A Short History (2000),  (ISBN 978-1-85168-213-3).
- Buddhism: A Short Introduction (1999),  (ISBN 978-1-85168-186-0).
- Indian Theology in Dialogue (1986);
- Mythologies and Philosophies of Salvation in the Theistic Traditions of India (1984),  (ISBN 978-0-88920-158-3).
- Hindu and Christian in Vrindaban (1969),  (ISBN 978-0-334-00616-9).
- In the paradise of Krishna; Hindu and Christian seekers,  (ISBN 978-0-664-24904-5).
- A Concise Encyclopedia of Hinduism, Oneworld,  (ISBN 978-1-85168-175-4).
- A Short Introduction to Hinduism (1998)  (ISBN 978-1-85168-163-1).
- Hinduismus.
- Indian theology in dialogue.
- Kristvidya : A sketch of an Indian Christology.
- Liberation, salvation, self-realization : A comparative study of Hindu, Buddhist and Christian ideas.
- The body of God : Cosmos - Avatara - Image.
- Religious studies: issues, prospects, and proposals with Larry W. Hurtado,  (ISBN 978-1-55540-623-3).
- Masters of social thought with Ajit Kumar Sinha.
- The Nature of Nature: Explorations in Science, Philosophy, and Religion.
- The wisdom of Hinduism,  (ISBN 978-1-85168-227-0).
- From end to beginning.
- Hindu-Christian Dialogue.
- Freiheit ohne Gewalt.
- Vedic Aryans and the Origins of Civilization: A Literary and Scientific Perspective with Navaratna Srinivasa Rajaram, David Frawley,  (ISBN 978-81-85990-36-1).